# Tossal Gran (Sant Guim de la Plana)
|  | Aquest article tracta sobre la muntanya de Sant Guim de la Plan. Vegeu-ne altres significats a «Tossal Gran». |

El Tossal Gran és una muntanya de 617 metres que es troba al municipi de Sant Guim de la Plana, a la comarca catalana de la Segarra.